# Vlaštovka skalní
Vlaštovka skalní (Cecropis daurica) je druh z čeledi vlaštovkovitých (Hirundinidae), příbuzný vlaštovce obecné. Na území ČR se objevuje jen vzácně.

## Popis
Velikost 14–19 cm. Křídla a ocas jsou černohnědé, hřbet leskle modročerný. Spodina těla je béžová s jemným hnědým čárkováním. V letu připomíná vlaštovku obecnou, od které ji lze rozpoznat zejména podle světlého kostřece a rezavohnědé pásky za hlavou. Na rozdíl od vlaštovky obecné má také světlé hrdlo a líce. Mladí jedinci mohou díky světlému kostřeci připomínat jiřičku obecnou, nicméně liší se světlou páskou za hlavou (jiřička má hlavu seshora celou černou).

## Hlas
Vlaštovka skalní patří mezi pěvce. Hlas je švitořivý, fráze jsou kratší a hlubší než u vlaštovky obecné.

## Rozšíření
Trvale se vyskytuje v jižní Evropě a severní Africe, většina evropské populace odlétá na zimu do tropické Afriky. Ve střední Evropě se vyskytuje jen nahodile.
První dochovaný (jakkoli zpochybňovaný) záznam o pozorování vlaštovky skalní na území ČR pochází z počátku 20. století, z moderní doby je to pak pozorování z roku 2003. Z následujících let už existuje pozorování několik.

## Způsob života

Vejce vlaštovky skalní

Jako hnízdiště i loviště si vybírá často odlehlé skalní oblasti, kde umisťuje hnízda do strmých stěná či na vysoké pobřežní útesy. Nevyhýbá se ani analogickým lidským konstrukcím, například mostům. Hnízdo s vletovým tunelem staví z bláta a lepí jej pod strop ve vhodných výklencích.